# Oakland Plantation House (Mount Pleasant, South Carolina)

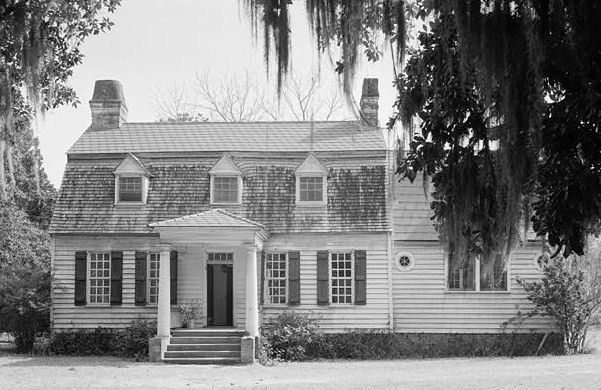
Oakland Plantation (1940)

Oakland Plantation House  oder  Youghall Plantation House, abweichend auch Youghal Plantation House, bezeichnet das Haupthaus einer Plantage, das um 1750 etwa elf Kilometer östlich von Mount Pleasant im Charleston County von South Carolina in den Vereinigten Staaten erbaut wurde. Sie befindet sich ungefähr einen Kilometer südlich des U.S. Highway 17 am Stratton Place und wurde am 13. Juli 1977 dem National Register of Historic Places hinzugefügt.

## Geschichte
John Perrie kam aus Irland in die Gegend und erwarb 982 Acre (rund 395 Hektar) Land, auf der er eine Pflanzung anlegte. Er benannte die Pflanzung nach dem Ort Youghal im County Cork. Nach seinem Tod 1713 erbte seine Tochter die Plantage. Ihr Ehemann übertrug das Eigentum 1740 an Captain George Benison. Es wird angenommen, dass dieser das Haus erbaute. 1755 kaufte die Pflanzung Charles Barksdale, dessen Familie das Anwesen ein Jahrhundert lang besaß. In den 1850er Jahren waren Mary Barksdale und ihr Ehemann James die Eigentümer der Plantage. Vermutlich waren diese für die Namensänderung in Oakland Plantation verantwortlich. Philip E. Porcher wurde 1859 Eigentümer der Plantage, die seitdem im Besitze dieser Familie geblieben ist.
Ein Teil des einst zur Plantage gehörenden Landes wurde in jüngerer Vergangenheit in Gewerbegelände umgewandelt. Außerdem wurden 133 Acre (rund 53 Hektar) als Naturschutzgebiet abgetrennt.

## Architektur

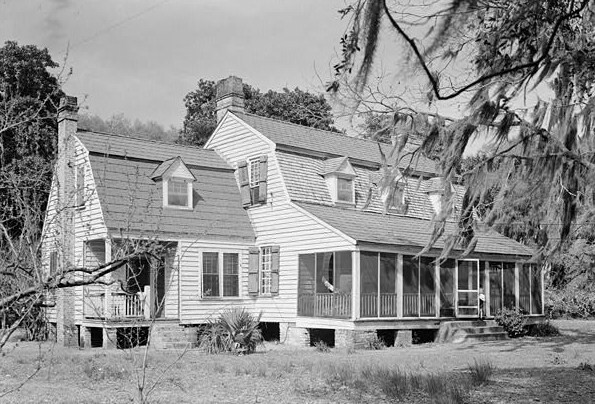
Rückseite des Haupthauses im Jahr 1940

Das Haupthaus der Plantage ist ein eineinhalb Stockwerke umfassendes Bauwerk in Holzständerbauweise mit einem Gambreldach auf einem Backsteinsockel. Ursprünglich befanden sich an beiden Enden des Hauses Kamine, heute existiert nur noch einer davon. Fünf Stufen führen hinauf zum Eingang, dessen Portikus mit Satteldach von zwei toskanischen Säulen getragen werden. Diese wurden erst später dem Gebäude hinzugefügt. Die Eingangstüre befindet sich im Zentrum der Fassade. Über der Türe liegen vier Oberlichter. Auf beiden Seiten des Eingangs liegen jeweils zwei Aufziehfenster mit jeweils neun Sprossenfeldern.
Ein Seitenflügel mit einer Küche wurde dem Bauwerk in den 1920er Jahren hinzugefügt. Dieser Anbau hat ein ähnliches Dach, die Fenster sind gerundet und an der Vorderseite mit doppelten Flügeln. Die Hinterseite ist ähnlich zur Vorderseite, allerdings wird das Halbdach durch quadratische verputzte Säulen gestützt. Der hölzerne Fußboden der Veranda wurde an der Rückseite durch eine Terrasse aus Beton ersetzt. An der linken Seitenfront befinden sich zwei Fensterreihen mit drei Aufziehfenster mit jeweils neun Sprossenfeldern auf jeder Ebene. Das mittlere Fenster hat dabei den entfernten Kamin ersetzt.
Die vier Räume im Erdgeschoss sind um eine zentral platzierte Halle angeordnet. Die Eingangstüre öffnet sich in ein kleines Foyer mit Treppenhaus. Der zweite Stock hat drei Schlafzimmer und ein Badezimmer. In jeweils einer Ecke der Räume befindet sich der offene Kamin mit den mit griechischen Motiven verzierten Kamineinfassungen.
Die Küchen, zwei Räucherkammern und eine von Eichen gesäumte Auffahrt sind ursprünglich.